# Kaz
Kaz (nacido como Kazimieras Gediminas Prapuolenis; Hoboken, Nueva Jersey; 31 de julio de 1959) es un dibujante e ilustrador estadounidense. En la década de los 80, después de asistir a la Escuela de las Artes Visuales de Nueva York , colaboró frecuentemente en las antologías de historietas RAW  y Weirdo.  En 1992 empezó a dibujar Submundo (Underworld),  una tira cómica de temática adulta que aparece en muchos semanarios alternativos.
En las tiras de Submundo "conviven yonkis vocacionales, ratas mutantes, un gato que fuma, peluches parlantes y paletos de la América profunda. Los personajes se cruzan unos con otros, intercalan sus historias y crean un todo. Mezcla gags inocentes y salvajes y consigue un estilo y tono nuevos a base de combinar la estética amable de los dibujos animados de los 50 con una actitud punk".
Los cómics y dibujos de Kaz han aparecido en muchas publicaciones alternativas y mainstream, como Details, The New Yorker, Nickelodeon Magazine, The Village Voice, The East Village Eye, Swank, RAW, SF Bay Guardian, Eclipse, NY Rocker, New York Press, Screw, Bridal Guide y la española Nosotros somos los muertos. Ha seguido contribuyendo en antologías de cómic tales como Zero Zero.
La editorial española Autsaider cómics publicó el año 2012 en un solo volumen los tres primeros libros de “Underworld” bajo el título "Submundo". En el 2015 fue publicado "Submun-dos" conteniendo los libros 4, 5 y 6 de la edición americana de "Underworld" (El tomo 6 no llegó a publicarse jamás en EE. UU.). En mayo del 2016 Autsaider cómics publica "Sidetrack City", álbum que contiene su homónimo americano más 16 páginas inéditas publicadas para la ocasión. Por último, en octubre de 2016, aprovechando la visita de Kaz a Madrid y Palma de Mallorca, Autsaider cómics publica su tercera antología de Submundo, "El tercer Submundo".
Kaz también ha trabajado en varios programas de dibujos animados, tales como Bob Esponja, Camp Lazlo y en 2016 continúa trabajando en Phineas y Ferb.  Es coautor, junto a Derek Drymon del episodio piloto para la próxima serie de nombre Diggs Tailwagger. En septiembre del 2006, Kaz dejó Camp Lazlo  para trabajar en otro piloto para el canal Cartoon Network, Zoot Rumpus,  basado en un personaje de Submundo.
Kaz vive en Hollywood (California) con su esposa: Linda Marotta.

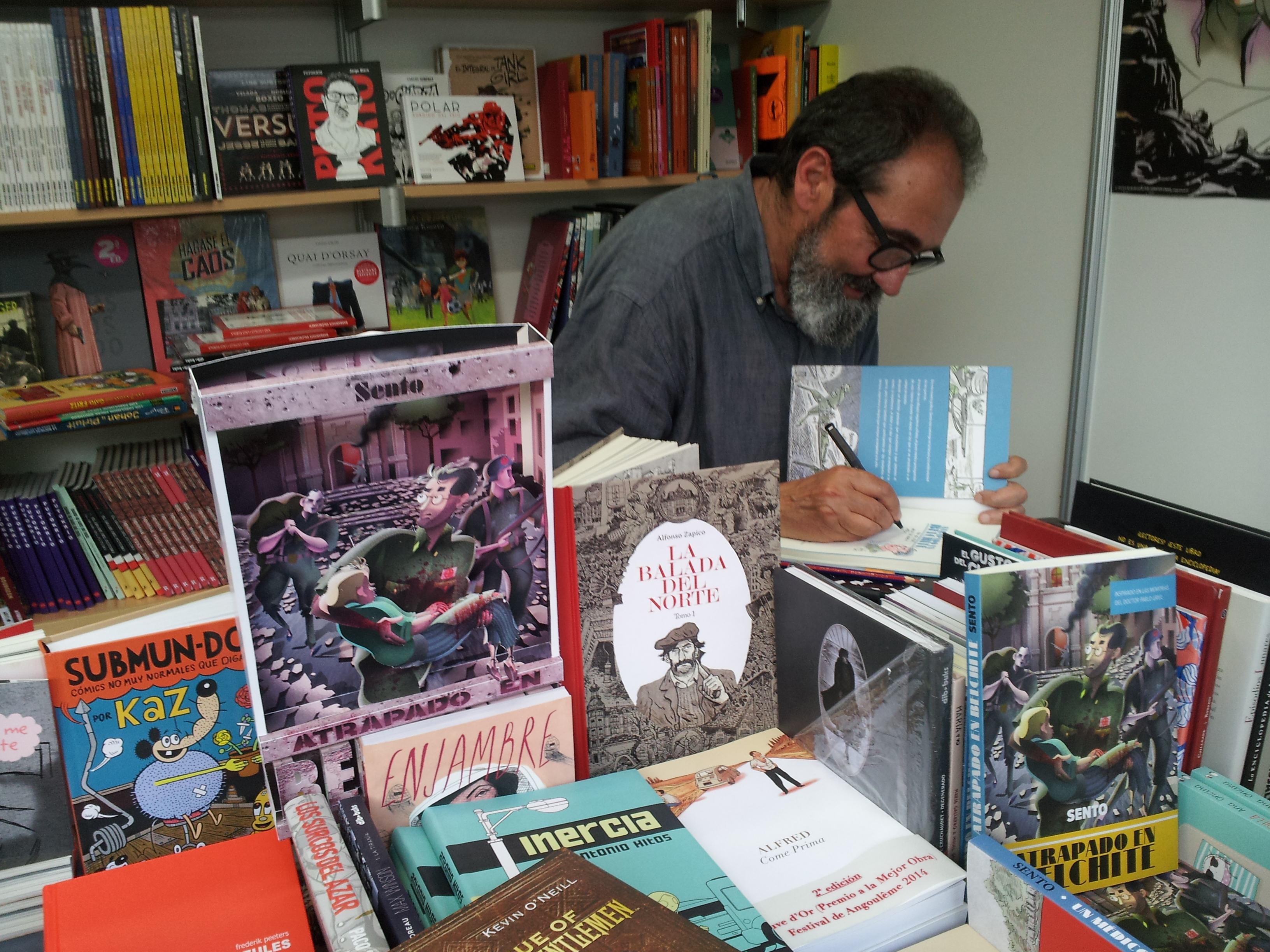
Sento dedica un ejemplar de Atrapado en Belchite en la caseta de Futurama de la edición del 2015 de la Feria del Libro de Valencia; se ve un ejemplar de la integral de Tank Girl, otro de Hágase el caos (Cava y Seguí), otro de Quai d'Orsay (Christophe Blain), otro del tomo I de la serie La balada del norte (Zapico), otro de El gusto del cloro (Vivès), otro de Píldoras azules (Peeters), otro de Los surcos del azar, otro de la obra colectiva Enjambre (coord. por Martín), otro de The League of Extraordinary Gentlemen, otro de María y yo, otro de Un médico novato y otro de Croqueta y empanadilla (Oncina); abajo a la izquierda, se ve la cubierta de Submundo.